# بهضم
البَهضَم أو الميغاتير أو الميغاثيريم (الاسم العلمي:Megatherium) هو جنس من الحيوانات يتبع الفصيلة البهضمية المنقرضة من رتبة الشعرانيات.
الاسم العلمي Megatherium مشتق من اليونانية ميغا [μέγας]، وتعني «عظيم»، وtherion [θηρίον]، وتعني «الوحش» أي الوحش الكبير أو الوحش العملاق. كان جنس من الكسلان الأرضي بحجم الفيل. أستوطن في أمريكا الوسطى والجنوبية في وقت متأخر من العصر الحديث حتى نهاية العصر الجليدي. وهو من أكبر الحيوانات الثديية البرية، ويأتي بالحجم بعد الماموث والباراسيراثيريم مباشرة.

## أنواع
- †البهضم الأميركي (الاسم العلمي:Megatherium americanum) وهو النوع النموذجي لهذا الجنس.
- †بهضم ألتيبلانيكي (الاسم العلمي:Megatherium altiplanicum)
- †بهضم تاريجي (الاسم العلمي:Megatherium tarijense)
- †بهضم مديني (الاسم العلمي:Megatherium medinae)
- †بهضم ستلارتي (الاسم العلمي:Megatherium istilarti)
- †بهضم بارودي (الاسم العلمي:Megatherium parodii)
- †بهضم سونتي (الاسم العلمي:Megatherium sundti)
- †بهضم غلاردوي (الاسم العلمي:Megatherium gallardoi)

## وصلات خارجية
- BBC - Walking With Beasts - Megatherium